# Colegio Teológico de Oremburgo
El Colegio Teológico de Oremburgo es una antigua escuela secundaria de la Diócesis de Oremburgo de la Iglesia Ortodoxa Rusa, que funcionó desde el año 2000 hasta el 2015 en el pueblo Saraktash. En 1960-1918 funcionó como una institución espiritual de educación elemental y se ubicó en Oremburgo.

## Historia
La escuela se abrió por sugerencia del obispo Antonio de Oremburgo el 2 de septiembre de 1860, en base a la decisión del Santo Sínodo del 4 de marzo del mismo año. Originalmente, la escuela estaba ubicada en una casa en la intersección de las calles Troitskaya y Vvedenskaya, legada a la diócesis por el comerciante Andrei Ivanovich Enikutsev. En 1863 se compró otra casa más espaciosa para la escuela.
En 1864 la escuela sufrió un incendio, y años más tarde, durante el incendio de la ciudad el 16 de abril de 1879 volvió a arder, para su nuevo alojamiento se compró la casa del comerciante I.A. Kimberg en la calle del Tesoro. En 1884 el edificio fue reconstruido y ampliado en estilo ruso-bizantino bajo el proyecto del arquitecto diocesano F.D. Markelov. Durante esta misma década del siglo XIX, en línea de una fachada con la escuela, por medio de su fideicomisario el mercader F.P.Degtyarev, se construye el templo de piedra en nombre de san Fíodor, conectado al edificio principal por una galería y consagrado el 31 de agosto de 1886.
Entre 1903-1905, bajo el proyecto del arquitecto V.N.Chaplits (1874-1955), se erigió un nuevo edificio educativo de dos pisos en las parcelas de patio compradas en el vecindario, en la que se construyó una casa-iglesia más espaciosa dedicada a los Apóstoles Constantino y Elena, consagrada el 2 de octubre de 1905. En el territorio de la escuela había también un edificio de dos pisos de una fábrica de velas, una casa de piedra de un piso, dos adependencias de piedra y de madera y varios edificios domésticos.
En 1885, 152 personas estudiaron en la Colegio Teológico de Oremburgo, en 1895: 184, en 1900: 185, en 1905: 223, en 1910: 248, en 1915: 260. En 1885 fueron 13 los graduados, en 1905: 15, y en 1915: hubo un total de 27 graduados.
La escuela religiosa fue cerrada en 1918. Después de la revolución, había una escuela nocturna en este edificio, luego una planta educativa. Actualmente, el Centro de Educación n.º 1, así como una fábrica de artículos de cuero, se encuentran en el edificio de la escuela. En septiembre de 1999, en el Monasterio de la Santísima Trinidad de la Misericordia, con la bendición del arzobispo de Oremburgo y Buzuluk, Valentine (Mishchuk), se abrieron cursos espirituales diocesanos.

### Reapertura
El 9 de julio de 2000, por decisión del Santo Sínodo de la Iglesia Ortodoxa Rusa en Saraktash, se aprobó el Colegio Teológico Diocesana de Ormburgo, que se inauguró en el Monasterio de la Caridad de la Santísima Trinidad en la aldea de Saraktash
El 26 de septiembre de 2000, el Departamento de Educación Vocacional de la Administración de la Región de Orenburg del Ministerio de Educación de la Federación de Rusia emitió una licencia para actividades educativas en el campo de la educación vocacional secundaria a la Escuela Teológica Diocesana de Orenburg en Saraktash. En el Colegio Teológico había departamentos de pastoral, regencia y catecismo. La capacitación se realizó de acuerdo con el plan de estudios y los manuales del Seminario Teológico de Moscú. El plazo de estudio fue de 2 años.
Por decisión del Santo Sínodo, el 27 de mayo de 2009, el Seminario Teológico de Oremburgo fue revivido. Además, sobre la diferencia con otros seminarios revividos en Rusia, el de Oremburgo fue creado desde cero, y no sobre la base del seminario del mismo nombre. El Colegio Teológico de Oremburgo continuó existiendo en paralelo con el nuevo seminari. El Santo Sínodo de la Iglesia Ortodoxa Rusa en el año 2013, decidió «proporcionar a las escuelas de teología que capaciten al personal del clero un período de tres años para su conversión en seminarios teológicos o instituciones educativos (centros) que capaciten a especialistas parroquiales en el campo de la misión y la catequesis, la juventud y el trabajo social». El 19 de agosto de 2015, se hizo una entrada en el Registro Estatal Unificado de Entidades Legales sobre la intersección de los negocios del Colegio Teológico de Oremburgo.
Entre los años 2000–2015, se graduaron 113 alumnos de la escuela. Muchos de ellos continuaron sus estudios en los seminarios teológicos del Patriarcado de Moscú y en las escuelas de regencia, y muchos tomaron la santa dignidad.

## Profesores
Antes de la revolución, el Colegio Teológico de Oremburgo estaba dirigido por las siguientes personas como profesores:
- Стефан Иванович Семёнов (1860—1870)
- Александр Николаевич Базанов (1870—1880)
- Николай Сергеевич Сперанский (1880—1896)
- Николай Степанович Гринкевич (1896—1903)
- Фёдор Григорьевич Макарьев (1903—1911)
- Евлампий Арсеньевич Бурцев (1911—1918)